# Università di Sydney
L'Università di Sydney (in inglese The University of Sydney, conosciuta anche come USYD, o informalmente Sydney Uni) è la più antica università dell'Australia.
Fondata a Sydney nel 1850 ed ispirata ai principi di Oxbridge, nel 2008 contava 46 054 studenti e 3 081 docenti a tempo pieno che la rendevano la seconda università australiana per dimensione dopo l'università di Monash.

## Struttura e campus
L'Università di Sydney è composta da molti edifici storici. Inoltre l'università presenta sale di lettura, laboratori, cliniche, musei, teatri, conservatorio di musica, aree verdi, infrastrutture sportive, centri d’arte e spettacolo. L'università conta molti campus dislocati per tutta la città: il principale è situato vicino al centro della città, presenta un quadrangolo e anche aree verdi per studiare.

## Storia
Nel 1848 venne proposto un piano per espandere l'attuale College di Sydney in un'università più ampia: un importante contributo a tal proposito venne dato da William Wentworth, poeta e politico e dal politico Charles Nicholson: dopo due tentativi, per conto di Wentworth, il piano fu finalmente adottato.
L'università fu fondata tramite il passaggio della University of Sydney Act il 24 settembre 1850, assunta il 1º ottobre 1850 da Sir Charles Fitzroy e inaugurata quindi l'11 ottobre 1852 nella Grande Scuola (oggi è la Sydney Grammar School). Nel 1858 l'università ricevette la sua carta reale dalla Regina Vittoria del Regno Unito.
La sede principale è situata nell'area sud occidentale della città di Sydney.

## Organizzazione
L'Università comprende sedici facoltà e scuole:
- Facoltà di Agricoltura & Ambiente;
- Facoltà di Architettura, Design e Pianificazione;
- Facoltà di Lettere & Scienze Sociali;
- Scuola di Economia & Commercio;
- Facoltà di Odontoiatria;
- Facoltà di Pedagogia & Assistenza Sociale;
- Facoltà di Ingegneria & IT;
- Facoltà di Scienze della Salute;
- Scuola di Giurisprudenza;
- Scuola di Medicina;
- Scuola per Infermieri/e;
- Facoltà di Farmacologia;
- Facoltà di Scienze;
- Accademia di Belle Arti;
- Conservatorio di Musica;
- Facoltà di Veterinaria.

Le cinque facoltà e scuole più grandi in base alle iscrizioni studentesche del 2011 sono state (in ordine discendente): Lettere & Scienze Sociali; Economia & Commercio; Scienze; Ingegneria & IT; Scienze della Salute. Messe insieme, comprendono il 64.4% dello studentato e ciascuna ha annoverato oltre 4500 studenti (con un minimo del 9% sul totale).